# Vila Na Podkovce 12
Vila v ulici Na Podkovce je nájemní vila v Praze 4-Podolí. Od roku 1958 je chráněna jako nemovitá kulturní památka České republiky včetně zahradní a architektonické úpravy na parcele 547, garáže s terasou a původního oplocení.

## Historie
Funkcionalistická vila z roku 1936 pochází z ateliéru architekta Karla Stráníka, bývalého asistenta a spolupracovníka Le Corbusiera. V roce 1938 v domě bydleli MUDr. Jaromír Stýblo s manželkou Marií a JUDr. Vlastimil Stýblo. Vila č.p. 282 k tomu roku měla č.o. 24 a 24a.

## Popis
Dvoupatrový dům na obdélném půdorysu stojí ve svažitém terénu. Na východní a jižní straně se suterén jako snížené přízemí otvírá do zahrady. Má zaoblená nároží, přes která vedou zalomená pásová okna. Na jihozápadním nároží nesou dva kulaté pilíře lodžii v prvním patře; v tomto nároží je v suterénu umístěn ateliér. Na severní straně je oddělená vstupní část domu; lodžií je propojená s terasou na střeše garáže. Na straně zahrady se nachází provozní zázemí bytů. Druhé patro domu ustupuje o šíři terasy.
Stavba spočívá na podestě betonové terasy a je omítnuta hladkou omítkou šedavé barvy. Součástí architektonické kompozice jsou vzrostlé stromy na pozemku.
Na konci svého života bydlela ve vile herečka Milena Dvorská.